# Bagghufvud
Bagghufvud (i Estland von Baggehufwudt, i Ryssland: Багговут) var en svensk adelsätt, med ursprung från en släkt Bagge i Norge, vilken kom till Sverige 1556, men numera är utdöd i Sverige. Ätten är fortlevande i Estland (under namnet von Baggehufwudt) och Ryssland, Australien, Kanada, Tyskland och USA.
Nils Hansson, till Pungsund i Gryts socken, son till Hans Persson von Stockholm (Bagge) till Pungsund, hade fyra söner vilka nyadlades 1652 på Riddarhuset:
1. Johan Nilsson, kaptenlöjtnant, flyttade till Estland.
2. Jakob Nilsson, ryttmästare, död 1657 efter striden vid Lagan (Slaget vid Kattarp)
3. Samuel Nilsson, ryttmästare, hade två döttrar. Död 1669 och slöt ätten i Sverige.
4. Nils Nilsson, löjtnant, flyttade till Estland.

## Ätten i Estland
- Harrich Frederik Vilhelm Bagghufvud och Charlotta Eleonora von Rosental av Pergel:

1. Anna Charlotta Juliana "Julia" Adlerberg, gift med Gustaf Fredrik Adlerberg, kejserlig guvernant för storfurstarna Nikolaj och Mikael. 1802 föreståndare för Smolnijinstitutet i Sankt Petersburg. 1824 dame d’honneur (statsfru) och mottog 1835 S:t Catharinas orden av andra graden. Parken framför Smolnijinstitutet fick sitt namn Adlerbergskogo efter henne.